# Chibchea mapuche
Chibchea mapuche là một loài nhện trong họ Pholcidae. Loài này có ở het vasteland van Chile và op de Juan Fernández-archipel.